# Cavignac
Cavignac település Franciaországban, Gironde megyében. Lakosainak száma 2368 fő (2022. január 1.). Cavignac Saint-Mariens, Cézac, Laruscade, Marsas és Marcenais községekkel határos.

## Népesség
A település népességének változása:
| Lakosok száma | 1059 | 1260 | 1135 | 1483 | 1829 | 1897 | 2065 | 2198 | 2292 | 2368 |
|               | 1968 | 1982 | 1990 | 2006 | 2013 | 2015 | 2017 | 2019 | 2020 | 2022 |